# Тамбово-Козловская железная дорога
Тамбо́во-Козло́вская желе́зная доро́га — железная дорога, существовавшая в период с 1869 года по 1891 год.

## История
В марте 1867 года, Тамбовское уездное земство вошло с ходатайством о разрешении постройки Тамбовско-Козловской дороги. Концессия испрашивалась на 85 лет; строительный капитал определён был в 5242160 рублей металлом. В октябре 1867 года к ходатайству Тамбовского земства присоединилось Козловское.
В конце декабря того же года уполномоченные Тамбовского и Козловского земств представили новое предложение. Земства приобретали на свой счёт нужные под дорогу земли и передавали их безвозмездно обществу, образовать которое они обязывались. Капитал этого общества должен был состоять из 5100000 рублей металлом. Из них 2 миллиона рублей предположено образовать выпуском облигаций, а 3100000 руб. выпуском акций. Земства принимали на себя гарантию дохода на весь капитал в 2 %.
Концессии на сооружение Тамбовско-Козловской железной дороги была утверждена 14 апреля 1868 года и предоставлена уполномоченным земства. Вслед за этим сооружение дороги передано товариществу «Арман и Задлер» по оптовому контракту за ту сумму, которая может быть выручена по реализации бумаг. Поверстная стоимость дороги определилась в 82 тысячи рублей. Устав общества утверждён 8 октября 1869 года.  Движение на железной дороге длиной 71 км было открыто 22 декабря 1869 (3 января 1870) года. Максимальный продольный уклон пути на железной дороге был 8 ‰, наименьший радиус кривых в поворотах — 640 м .
С 1 августа 1890 года дорога перешла в казну, 1 января 1891 года дорога слита с Тамбово-Саратовской железной дорогой под наименованием Козлово-Саратовская железная дорога. В 1892 году сдана в аренду Рязанско-Уральской железной дороге.